# Georges-Antoine Chabot de l'Allier
Pour les articles homonymes, voir Chabot et L'Allier.
Georges-Antoine Chabot dit de l'Allier, né le 13 avril 1758 à Montluçon et mort le 18 avril 1819, est un homme politique français.

## Biographie

### Révolution française
Avocat en Parlement au Palais, à Paris de 1785 à 1789, il devient en 1789 suppléant au Substitut du Procureur Général à Montluçon puis procureur syndic du district de Montluçon (1790).
Il est élu le 20 septembre 1792, 3e suppléant à la Convention, pour n'y siéger que le 26 octobre 1794. Puis il en est exclu, comme fédéraliste, par un décret spécial, sur les dénonciations faites par des hommes qui avaient couvert de sang son département et contre lesquels il avait lutté. En 1795, sept mois avant la dissolution de l'Assemblée il y est appelé une seconde fois.
Élu au Conseil des Cinq-Cents après la Convention nationale, il n'accepte pas ce mandat et se retire à Montluçon. Commissaire du Directoire Exécutif près du Tribunal Correctionnel à Montluçon, en octobre 1795, il est élu en octobre 1799, par son département, député au Conseil des Anciens, puis le 24 octobre de la même année secrétaire du Conseil des Anciens.

### Consulat et Empire
Au coup d'État du 18 brumaire de l'An VIII (9 novembre 1799) mené par Bonaparte et son frère Lucien, il est mis au courant des préparatifs et y prend une part très active. C'est à cette époque que commence véritablement le rôle du législateur pour le représentant du département de l'Allier, et c'est à cette époque qu'il ajoute « de l'Allier » à son nom, pour se distinguer de son homonyme à la Convention, l'ex-capucin François Chabot.
Après le 18 brumaire, Georges Antoine Chabot (de L'Allier) devient membre du Tribunat (qu'il préside quelque temps) et il en fait partie jusqu'à la dissolution de cette Assemblée en 1807. Il travaille dans plusieurs comités de législation, et contribue à la rédaction des différents codes ; il prend une part très vive à la discussion du Code civil, et fait beaucoup de rapports sur des points importants de la législation, notamment sur les successions. C'est sous sa Présidence que la légion d'honneur est décrétée.
Lorsqu'il est question d'élever Bonaparte à l'empire, Georges Antoine Chabot (de L'Allier) appuie fortement cette proposition. Il est nommé Commandeur de la légion d'Honneur le 15 juin 1804.
En 1804, paraissent ses premières œuvres qui sont suivies par beaucoup d'autres. Le 31 décembre 1805, il émet une proposition pour que l'une des places de la capitale soit appelée place Napoléon le Grand, et qu'il y soit élevée une colonne, sur le modèle de la colonne Trajane, laquelle sera surmontée de la statue de l'Empereur (ce sera la colonne Vendôme, faite avec la fonte des 1 200 canons pris à Austerlitz).
Le 22 février 1806, il est nommé inspecteur général des écoles de droit. Le même jour Napoléon lui adresse une lettre signée de sa main, dans laquelle il lui annonce cette nomination. En 1807, il est élu Député au Corps législatif. Il est anobli le 2 juillet 1808 par lettres patentes avec le titre de Chevalier de l'Empire et règlement de ses armoiries puis est nommé le 31 mars 1809, membre de la Cour de Cassation, et le 3 avril de la même année juge à la Cour de Cassation.
Le 25 novembre 1809, il est nommé Conseiller de l'Université Impériale. À la fin de l'année 1813, Georges Antoine Chabot de L'Allier, devait être nommé Baron de l'Empire lorsque l'Empire s'est écroulé.

### Restauration
Le 13 août 1814, Georges Antoine Chabot de L'Allier, est autorisé à porter la décoration du Lys. Le 19 février 1815, il est installé par le nouveau pouvoir Conseiller en la Cour de Cassation et le 23 février 1815, est nommé, par Louis XVIII, Inspecteur Général des Études.
Lors des Cent-Jours il préside le 1er juin 1815 au Champ de Mai la députation du département de l'Allier.
A la Deuxième Restauration, il conserve ses titres et ses places au retour des Bourbons. Il est maintenu et confirmé dans toutes ses charges et honoré de la confiance du nouveau gouvernement. En août 1815, il fait un Rapport au Roy sur la situation de la France et sur ses relations avec les armées étrangères. Le roi lui fait parvenir le 26 novembre 1818 un diplôme signé de son nom, le confirmant, Conseiller en la Cour de Cassation, Inspecteur Général des facultés de droit et des Études, Commandeur de l'Ordre royal de la légion d'Honneur, pour prendre rang à dater du 14 juin 1804.
Le 18 avril 1819, Georges Antoine Chabot de L'Allier meurt de façon soudaine à Paris, chez lui, en son hôtel, 24 rue des Saint-Pères. Il est inhumé au cimetière du Père-Lachaise (11e division),.
Le 13 novembre 1854, le conseil municipal de Montluçon décide que l'une des rues de sa ville porte son nom[réf. nécessaire].

## Descendance familiale
La descendance en ligne directe de Georges Antoine Chabot de L'Allier est éteinte. Sa petite-fille unique Camille, célibataire, morte au début du XXe siècle, fit en sorte que les Chabot de la branche aînée héritent  ses biens et reprennent la distinction de « L'Allier ».
Cette branche aînée a pour aïeul Gilbert Bon Chabot de Saint-Mamet, seigneur de Fromenteau, avocat en Parlement à Paris, conseiller du Roi en la sénéchaussée de Bourbonnais et siège présidial de Moulins, gentilhomme (il fut présent et prit part à l'Assemblée de la Noblesse de la sénéchaussée de Bourbonnais tenue à Moulins le 16 mars 1789, juge du district de Moulins.

## Armoiries
| Figure | Blasonnement |
|        | Armes du Chevalier Georges-Antoine Chabot de l'Allier et de l'Empire Tiercé en fasce, au 1, de sable au soleil rayonnant d'or surmontant une tour naissante crénelée de quatre pièces du même; au 2, de gueules, chargé du signe des chevaliers légionnaires ; au 3, d'azur à trois chabots nageant en fasce d'argent 2 et 1. Armes parlantes (Les chabots). |